# Нака-Фурано

43°24′21″ пн. ш. 142°25′31″ сх. д. / 43.40583° пн. ш. 142.42528° сх. д.
На́ка-Фура́но (яп. 中富良野町, なかふらのちょう, МФА: [naka ɸuɾano t͡ɕoː]) — містечко в Японії, в повіті Сораті округу Камікава префектури Хоккайдо. Станом на 1 жовтня 2008 року площа містечка становила 108,70 км². Станом на 31 березня 2017 населення містечка становило 5103 осіб.